# 콘 아티스
콘 아티스(Kon Artis, 1978년 12월 7일 ~ )는 미국의 래퍼다.